# 非斯皇宫
非斯皇宫（阿拉伯语：‎）是位於摩洛哥非斯的宮殿建築群，位於非斯的新城區 （Fes el-Jdid）。其最初的基礎可以追溯到1276年馬林王朝的皇家城堡，今日的大部分宮殿建築則可追溯到17至20世紀（阿拉維王朝）。皇宮的大門是最新的建造，雕刻的鍍金靑銅門完成於1969-1971之間。
儘管摩洛哥的首都已遷至拉巴特，非斯皇宮有時仍然做為王室的辦公及居住場所，因此內部並未開放大眾參觀。